# Drepanotylus
Drepanotylus é um gênero de aranhas da família Linyphiidae descrito em 1845.